# Rhyothemis aterrima
Rhyothemis aterrima is een libellensoort uit de familie van de korenbouten (Libellulidae), onderorde echte libellen (Anisoptera).
De wetenschappelijke naam Rhyothemis aterrima is voor het eerst geldig gepubliceerd in 1891 door Selys.